# Gunnar Hindrichs
Gunnar Hindrichs (* 1971 in Wegberg) ist ein deutscher Philosoph. Er lehrt an der Universität Basel.

## Leben
Hindrichs studierte Philosophie, Mittlere und Neuere Geschichte und Musikwissenschaft an den Universitäten Marburg, Tübingen und Heidelberg. Nach seinem Studium verbrachte er ein Jahr als Fulbright Fellow in Nebraska. Zurück in Deutschland wurde er mit einer Arbeit über Immanuel Kant promoviert. Hindrichs war ab 1999 als Assistent von Rüdiger Bubner an der Universität Heidelberg tätig, wo er sich 2006 mit der Schrift Das Absolute und das Subjekt habilitierte. Danach lehrte er am Department of Philosophy der UPenn. 2014 wechselte er in Nachfolge von Emil Angehrn auf die Professur für Geschichte der Philosophie an der Universität Basel.
Hindrichs amtierte 2017–2019 als Präsident der Schweizerischen Philosophischen Gesellschaft. Zudem ist er der stellvertretende Präsident der Internationalen Hegel-Vereinigung.

## Positionen
Neben seinen philosophiegeschichtlichen Untersuchungen zu Spinoza und zur klassischen deutschen Philosophie ist Hindrichs vor allem mit drei Büchern hervorgetreten.

### Das Absolute und das Subjekt
Das Absolute und das Subjekt schlägt eine Neuformulierung von Metaphysik unter den Bedingungen nachmetaphysischen Denkens vor. Es stellt die Frage „Worin sind wir?“, um sie weder im Rückgriff auf die Natur noch im Rückgriff auf die Gesellschaft, sondern in Hinwendung zum Absoluten zu beantworten. Um den Begriff des Absoluten entwickeln zu können, rekonstruiert es die Geschichte des ontologischen Gottesbeweises als Selbstüberwindung des Subjekts. In einem zweiten Teil entfaltet es sodann die Grundbestimmungen des Subjekts (Ordnung, Begründung, Subjektsein, Machen, Heimat) und schließt aus ihnen, dass das Subjekt weder in sich noch in einem anderen sein könne. Das Subjekt müsse daher dem Absoluten „anhängen“ (im Anschluss an Augustinus’ Wort „adhaerere Deo“), das als Geheimnis zu denken sei.
Das Absolute und das Subjekt wurde sehr gegensätzlich wahrgenommen: sowohl als „autoritäre Ordnungsontologie“, wie als „Utopie“ sowohl als „Zugeständnis an den logischen Positivismus“ wie als Position „zwischen Schelling und Adorno“. Kurt Flasch beendet seine Ausführungen über „Religion und Philosophie in Deutschland, heute“ mit einer Skizze des Buches (obwohl es nicht von Religion, sondern von Metaphysik handelt), das er als Weiterführung der Philosophie Wolfgang Cramers versteht und Jens Halfwassen bezeichnet es neben den Arbeiten von Dieter Henrich, Werner Beierwaltes und Wolfgang Janke als die vierte Position der deutschsprachigen Gegenwartsmetaphysik.

### Die Autonomie des Klangs
In Die Autonomie des Klangs entwickelt Hindrichs die Kategorien des musikalischen Kunstwerks. Anders als die sprachanalytische Musikphilosophie liefert das Buch keine Definition des Werkkonzepts, sondern entfaltet es in einer Kette von Grundbegriffen. Ihm gemäß ist ein musikalisches Kunstwerk ein autonomer Klangkomplex. Dessen Woraus-Sein wird von der Kategorie des musikalischen Materials bezeichnet, die auch die „Tendenz des Materials“ (Adorno) enthält; hierdurch steht der autonome Klangkomplex im Zusammenhang mit der musikalischen Avantgarde. Sein Was-Sein (die musikalische Form im philosophischen Sinn) wird wiederum von den Kategorien Klang, Zeit, Raum und Sinn bezeichnet. Gemäß ihnen stehen die Klänge des musikalischen Kunstwerks in den Formen intensiver Zeit, die in den Formen intensiven Raums Simultaneität erlangt, und sind in vier Hinsichten verständlich: innermusikalische Funktionalität (buchstäblicher Sinn), Verweis auf anderes als Musik (allegorischer Sinn), Anwendung auf die Hörenden (tropologischer Sinn) und Bezug auf ein Noch-nicht-Seiendes (anagogischer Sinn). Wichtig ist, dass jeder der vier musikalischen Sinne aus der Autonomie des Klangs entsteht. Auch der Weltbezug des Klangs wird ihm daher nicht von außen auferlegt, sondern von seinen eigenen impliziten Axiomen bestimmt.
Schlussendlich wird das Verhältnis von Woraus-Sein und Was-Sein des musikalischen Werks in seiner Stimmigkeit und diese in ihrer Wahrheit von der Kategorie des musikalischen Gedankens angezeigt.
Auch Die Autonomie des Klangs ist unterschiedlich aufgenommen worden. Günter Figal meint: „Bücher zur Kunst, die so originär philosophisch und zugleich so kundig in der behandelten Sache wie das vorliegende sind, gibt es gegenwärtig nicht viele.“ Laurenz Lütteken hingegen wirft Hindrichs Einseitigkeit vor, die sein Buch aus „einer Philosophie der Musik“ zur „Philosophie einer Musik“ mache, und kulturwissenschaftlich orientierte Musikwissenschaftler stehen Hindrichs’ Ansatz ablehnend gegenüber. Claus-Steffen Mahnkopf wiederum nennt das Buch eine „Sensation“. Der Musikwissenschaftler Tobias Janz stellt fest: „Dass das Buch in musikwissenschaftlichen Kreisen einen Diskussionsbedarf und Abwehrreaktionen hervorgerufen hat wie kaum ein anderes in den vergangenen Jahren, könnte daran liegen, dass hier jemand auf den Elefanten im Raum zeigt, den der heutige Musikdiskurs auf so vielfältige Weise elegant zu umkurven gelernt hat.“
Seinen Gedanken, dass das musikalische Kunstwerk den Idealtyp der europäischen Musik darstelle, der die Musikwissenschaft anleite und den die Musikphilosophie deshalb kategorial zu entfalten habe, sucht Hindrichs in einem Aufsatz wissenschaftstheoretisch weiter zu verteidigen.

### Philosophie der Revolution
Zum 100. Jubiläum der Oktoberrevolution erschien Philosophie der Revolution. Das Buch deutet die Revolution nicht politisch oder historisch, sondern philosophisch als Markierung autonomen Handelns: „Revolutionäres Handeln besitzt seine Bestimmtheit darin, seine Regeln zugleich zu setzen als auch zu befolgen.“ (S. 11) Zur Erklärung dieser Bestimmung bemüht Hindrichs vier Gesichtspunkte: das Recht der Revolution, die Macht der Revolution, die Schönheit der Revolution und den Gott der Revolution. Er bestreitet ein Recht auf Revolution und versteht stattdessen die Revolution als Verwirklichung von Grundrechten durch die Aufhebung ihres Rechtssystems. Mit Marx begründet er das mit dem gesellschaftlichen Sein des Proletariats. Da eine Aufhebung des Rechtssystems nicht mehr im Rahmen des Rechts verstanden werden kann, erfordert sie den Begriff der rechtsaufhebenden revolutionären Macht. Diese wird – in Diskussion von Lenin und im Rückgriff auf Hannah Arendt, Antonio Gramsci und Immanuel Kant – als ein Handeln gegen die Regeln der geteilten, hegemonialen Praxis bestimmt, das aus Enthusiasmus angesichts von revolutionären Geschichtszeichen erfolgt. Ein solches Handeln lässt sich nicht mehr aus Klasseninteresse erklären, auch wenn es das gesellschaftliche Sein einer Klasse betrifft. Der Enthusiasmus bringt sodann die Schönheit der Revolution ins Spiel, die in der „Neuen Vorwärtsschreitenden Schönheit“ (Majakowski) der Avantgarde besteht. Die Transzendenz des revolutionären Handelns über den Horizont der eingeübten Praxis schließlich führt zum Gott der Revolution, der der Gott des Bundes, der Propheten und der Eschatologie sei. In einem Nachwort spricht Hindrichs im Anschluss an Nolte, Furet und Hobsbawm von der revolutionsfernen Gegenwart und schliesst:

„Aber bedarf es nicht nur eines um ein Winziges verrückten Blickes, um gerade das als die Situation des revolutionären Handelns zu erkennen? Ihm ist die revolutionslose Zeit nichts anderes als die Wüste, durch die der revolutionäre Auszug verläuft. In ihr herrscht die Knechtschaft weiter, aber sie ist zugleich der Ort, an dem man den Bund des Miteinanderhandelns einzugehen vermag: einen Bund, der das Recht aufhebend verwirklicht, in revolutionärer Topik die hegemoniale Praxis durchbricht, begeistert den schönen Vorschein erfährt, in eschatologischer Geistesgegenwart die Welt um des Neuen willen alt werden sieht. Am Ende könnte die Vergangenheit der Revolution zum Moment ihres Entstehens werden.“

Der Göttinger Rechtstheoretiker Florian Meinel (FAZ) stellt fest, Hindrichs bleibe einem „arg konventionellen Gegensatz zwischen Legalität und Legitimität“ verhaftet. Aus seinem Buch lerne man nichts über die Wirklichkeit von Revolutionen; was Hindrichs als Folgerung über sie präsentiere, sei nur, was sein vorausgesetzter Begriff von ihnen „ohnedies schon enthielt“. Franz Sz. Horváth störte sich in Literaturkritik.de zwar an religiösen Bezügen des Werkes, befand aber, dass es den Leser teilweise „mit zweifellos überraschenden und nachdenklich machenden Einsichten“ belohne., während der Deutschlandfunk meinte: „Hindrichs agitiert und moralisiert nicht, er ruft zu nichts auf und er verdammt auch nicht. Es geht kühl und konsequent ums Verstehen. Schritt für Schritt, streng logisch, ebenso ein- wie erleuchtend.“
In Fachzeitschriften wurde das Buch „als umfassende Annahme der Herausforderung jenes Großen der Revolution […], bis hin zu den ‘letzten Dingen’“ sowie als „kluge Komposition revolutionstheoretischer Überlegungen, die plastisch werden lassen, dass die Revolution als tiefgreifende Transformation der Subjektivität und der gesellschaftlichen Ordnung gedacht werden muss“, aufgenommen. Scharfe Kritik übt der Honneth-Schüler Martin Hartmann. Er nennt das Buch „marxistisch“, „einigermassen mysteriös“, „komplex“, „falschen Weg“, „im Einzelnen faszinierend“, „nicht gerade leserfreundlich“, „ein Theologumenon der Revolution“, „patriarchal-autoritativ“, „deutsche Ordinariatsphilosophie aus dem letzten Jahrhundert“, „neurechts“, „mit dem Feuer spielend“, „so etwas kann man bei Benjamin, Derrida, ja vielleicht sogar bei Judith Butler auch lesen“ und „irgendwie schade“.
Hingegen meint Christoph Menke: «Hindrichs’ Buch zeigt: Aragon und Breton, Ensslin und Gramsci, Robespierre und Schklowski, Moses und die Propheten sind ebenso wichtig für eine Philosophie der Revolution wie Kant, Fichte, Hegel, Marx, Lenin, Lukács und Arendt.» Menke notiert einen Umschlag zwischen den ersten beiden Kapiteln (Recht, Macht) und den letzten beiden Kapiteln (Schönheit, Gott). «Ich verstehe Hindrichs’ Überlegungen zur Schönheit und zum Gott der Revolution so, dass sie in demselben Argument gründen. Seine Stoßrichtung ist antinegativistisch. Solange die revolutionäre Macht utopisch verstanden wird – als das Ortlose in den uns verbindenden Örtern –, droht die Revolution in einem bloß negativen Verständnis zu versinken: als Einbruch des Unbedingten, als Rebellion oder Aufruhr, als sich endlos wiederholender und hinziehender Prozess der Befreiung.» Hindrichs aber «sieht […] die Kluft nicht, die zwischen dem ersten Schritt seiner Überlegungen (der Erläuterung der revolutionären Macht) und dem zweiten Schritt (der Erläuterung der revolutionären Transzendenz) auftritt.» Menke schliesst: «Der erste Schritt des Buches bestimmt die revolutionäre Macht als utopisch. […] Über die Ausübung dieser Macht geht nach Hindrichs das Neue hinaus; es ist transzendent gegenüber der revolutionären Macht. Die revolutionäre Macht kann das Neue nicht hervorbringen. Heißt das, dass sich das Neue ohne Bezug auf das revolutionäre Subjekt ereignet? Das wäre das Ende des Gedankens der Revolution. […] Dass das Neue der Revolution – das Hindrichs als ihre Schönheit und als ihren Gott bestimmt – über ihre Macht hinausgeht, muss daher zugleich bedeuten, dass es von der Ausübung dieser Macht abhängt. Es gibt daher die neue Schönheit und den neuen Gott zwar nicht durch die Ausübung der revolutionären Macht allein, aber es gibt sie nur durch deren Ausübung; das allein definiert die neue Schönheit und den neuen Gott als revolutionär. Die offene Frage von Hindrichs’ Buch, die sich zwischen seinen beiden Teilen, am Ort ihres ungeklärten Verhältnisses stellt, ist daher, wie die Macht der Negativität – denn wenn die revolutionäre Macht utopisch ist, ist sie negativ – und die Transzendenz des Neuen zusammengedacht werden können.»

## Auszeichnungen
- 2007: Akademiepreis der Heidelberger Akademie der Wissenschaften

## Schriften (Auswahl)
- Scheitern als Rettung. Ästhetische Erfahrung nach Adorno. In: Deutsche Vierteljahrsschrift für Literaturwissenschaft und Geistesgeschichte 74, 2000, S. 146–175.
- Das Erbe des Marxismus. In: Deutsche Zeitschrift für Philosophie. 54, 2006, S. 709–729.
- (Hrsg.) Die Macht der Menge. Über die Aktualität einer Denkfigur Spinozas. Winter, Heidelberg 2006.
- Das Absolute und das Subjekt. Untersuchungen zum Verhältnis von Metaphysik und Nachmetaphysik. 2., um ein Nachwort erweiterte Auflage. Klostermann, Frankfurt/M. 2011.
- Anselms inverse Theologie. In: Thomas Buchheim u. a. (Hrsg.): Gottesbeweise als Herausforderung der Philosophie. Mohr-Siebeck, Tübingen 2012, S. 181–221.
- Paradigma und Idealtyp. In: Andrea Sakoparnig u. a. (Hrsg.): Paradigmenwechsel. Wandel in Wissenschaften und Künsten. de Gruyter, Berlin / Boston 2014, S. 21–52.
- In-sich-sein und In-anderem-sein. In: Studia philosophica 73, 2014, S. 223–232.
- Die Autonomie des Klangs. Eine Philosophie der Musik. Suhrkamp, Berlin 2014, ISBN 978-3-518-29687-5.
- Der ästhetische Ternar. In: Philosophische Rundschau. 63, 2016, S. 303–315.
- Philosophie der Revolution. Suhrkamp, Berlin 2017. ISBN 978-3-518-58707-2.
- Zur kritischen Theorie. Suhrkamp, Berlin 2020, ISBN 978-3-518-29902-9.
- Abseits des Krieges. Ein philosophischer Essay. C.H. Beck, München 2024, ISBN 978-3-406-81457-0.